# مستقبل الدوبامين D1
مستقبل الدوبامين D1 (بالإنجليزية: Dopamine receptor D1)‏ ويعرف كذلك بـDRD1، هو بروتين يشفر لدى البشر بواسطة الجين DRD1.

## التوزع في الأنسجة
بناء على لطخة نورثرن والتهجين الموضعي، التعبير عن الرنا الرسول الخاص بالجين DRD1 في الجهاز العصبي المركزي أعلى في الجسم المخطط الظهري (النواة الذنبية والبطامة) والجسم المخطط البطني (النواة المتكئة والحديبة الشمية). تظهر مستويات منخفضة من التعبير عن رنا DRD1 الرسول في اللوزة الدماغية القاعدية الجانبية، القشرة المخية، الحاجز، المهاد وتحت المهاد.

## الوظيفة
مستقبل الدوبامين الفرعي D1 هو أكثر مستقبلات الدوبامين وفرة في الجهاز العصبي المركزي. هذا المستقبل المقترن بالبروتين ج مقترن بالنطاق Gs/a وينشِّط بطريقة غير مباشرة بروتين كيناز ألفا، منبها العصبون. تنظم مستقبلات D1 نمو وتطور العصبونات وتتوسط بعض الاستجابات السلوكية وتعدل الأحداث التي يتوسطها مستقبل الدوبامين D2. ينتج عن مواقع بدء ترجمة بديلة نسختين مختلفتين من الجين. تمت ملاحظة مستقبل الدوبامين D1-D2 مغاير القسمات.

## الإنتاج
يعبر عن الجين DRD1 بشكل أساسي في النواة الذنبية والبطامة بالجسم المخطط لدى البشر، وفي النواة الذنبية والبطامة والنواة المتكئة والحديبة الشمية لدى الفئران. يمكن إيجاد أنماط التعبير الجيني لدى الفئران والبشر في أطلس ألين للدماغ هنا.